# رباط حرقفي فخذي
رباط حرقفي فخذي (بالإنجليزية: Iliofemoral ligament)‏ الرباط الأمامي الدعامي هو رباط مفصل الورك الذي يمتد من اللفائف إلى عظم الفخذ أمام المفصل. يشار إليها أيضا باسم Y-ligament (انظر أدناه) أو ligament of Bigelow، وأية مجموعات من هذه الأسماء. مع قوة الشد التي تتجاوز 350 كجم (772 رطل)، والرباط العضدي الفخذي ليس أقوى فقط من الأربطة الأخرى في مفصل الورك، والإسكي الفخذي والعاني الفخذي، ولكن أيضاً أقوى أربطة في جسم الإنسان، وهو بذلك قيد أساسي لمفصل الورك.

## الهيكل
تنشأ من الشوكة الوركية الأمامية السفلية وحافة الحُقّ، ينتشر الرباط الحرقفي الفخذي بشكل غير مباشر لأسفل بشكل جانبي إلى خط بين المدورين على الجانب الأمامي لرأس الفخذ. ينقسم إلى جزأين أو نطاقات تعمل بشكل مختلف: الجزء المستعرض أعلاه، قوي ويمتد موازيا لمحور عنق الفخذ. الجزء الهابط أدناه، هو أضعف يمتد موازيا لعمود الفخذ. بما أن الجزء الجانبي ملتوي مثل البرغي، فإن الجزئين معاً يأخذان شكل Y المقلوب.
ترتبط ارتباطا وثيقا مع المحفظة المفصلية، ويعمل على تقوية المفاصل من خلال مقاومة التمدد المفرط. ويطلق على الرباط العلوي في بعض الأحيان اسم ilio trochanteric ligament. بين الرباطين هو جزء أرق من المحفظة. في بعض الحالات لا يوجد انقسام، وينتشر الرباط إلى شريط ثلاثي مثلث متصل بالطول الكامل الخط بين المدورين.

## الوظيفة
في وضع الوقوف، عندما يميل الحوض خلفيًا، يكون الرباط ملتويًا ومشدوداً، مما يمنع الجذع من السقوط للخلف ويتم الحفاظ على الوضع دون الحاجة إلى نشاط عضلي. في هذا الوضع، يحافظ الرباط على ضغط رأس الفخذ في الحُق.
عندما ينثني الورك، ينخفض الشد في الرباط ويزداد مقدار الدوران المحتمل في مفصل الورك، مما يسمح للحوض الميل للخلف إلى زاوية الجلوس. يتم التحكم في الدوران الجانبي والتقريب في مفصل الورك بواسطة الجزء المستعرض القوي، بينما يحد الجزء الهابط من الدوران الوسطى.
يتطلب الإقبال على أسلوب الباليه الكلاسيكي قدرا كبيرا من المرونة في هذا الرباط. كما هو الحال في الانقسام الأمامي حيث يتم تمديد الساق الخلفية في الورك. يقوم العديد من الأطراف بتدوير الجزء الخلفي للساق الخلفية أثناء عمل انقسام أمامي، وهذا الدوران الخارجي عندما لا يثني الورك يمتد من الرباط بشكل أكبر. يتميز هذا «تقسيم الفنون القتالية» بالركبة الخلفية التي تشير إلى الجوانب الجانبية (عادة ما تكون القدم إلى جانبها) بدلاً من الإشارة مباشرة إلى أسفل مع الرضفة التي تواجه الأرضية، في انقسام أمامي خالص.

## صور إضافية

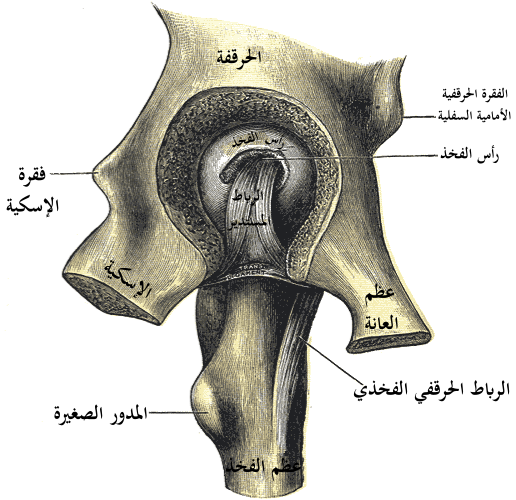
مفصل الورك الأيسر ، يفتح عن طريق إزالة أرضية الحق من داخل الحوض.
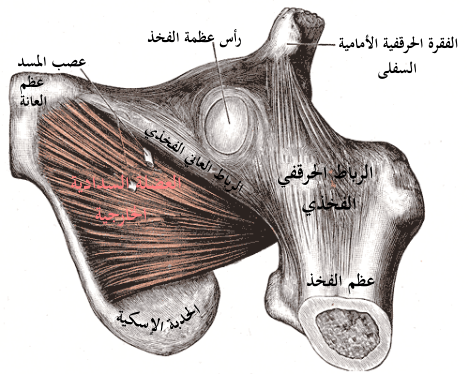
العضلة سدادية خارجية.
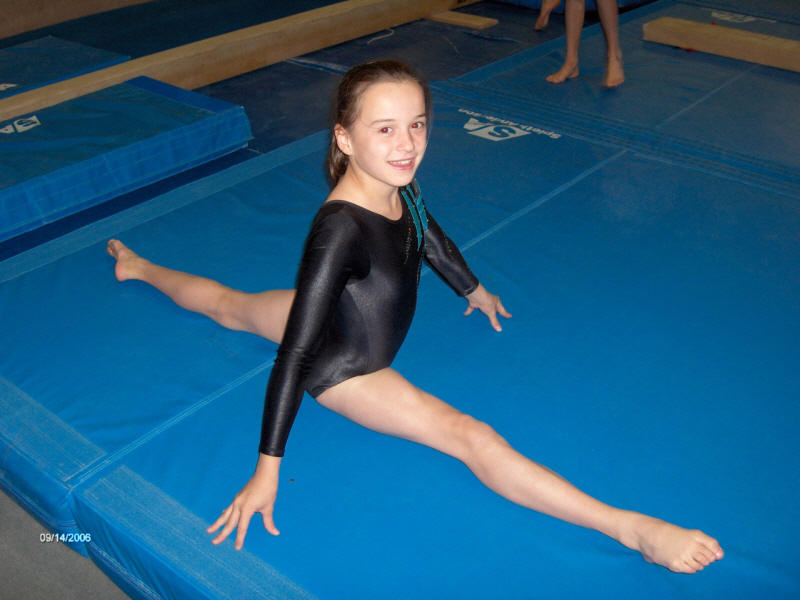
يحتاج الانقسام الأمامي إلى حركة في الرباط لتوسيع مفصل الورك الخلفي بشكل كافٍ.
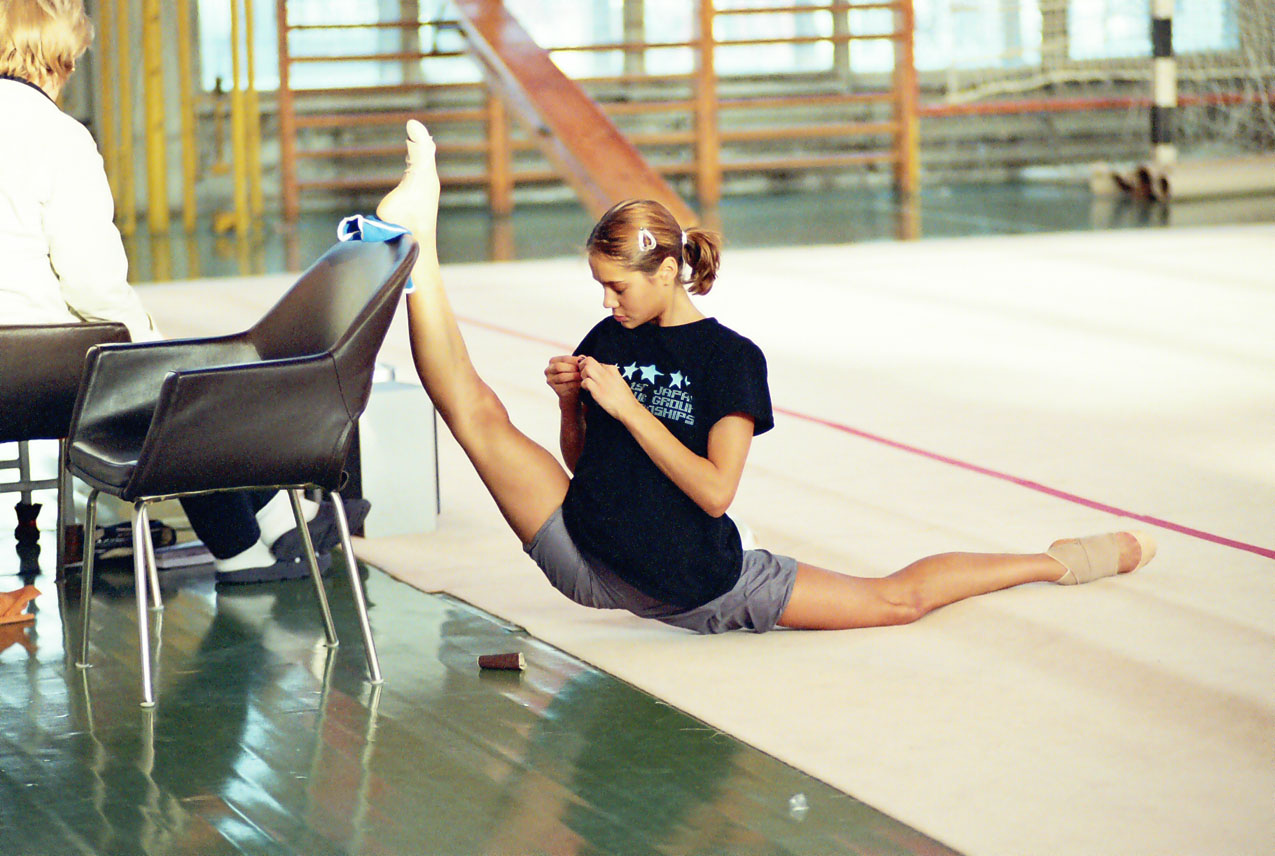
تتطلب الإسرافات الأمامية الأمامية قدرًا أكبر من الحركية للوصول إلى فرط الاتساع الورك الصحيح.